# Charles Dauphin
Charles Charles Claude Dauphin, o Dofin, chiamato in italiano Delfino (Nancy, 1615/1620 – Torino, 1677), è stato un pittore francese.

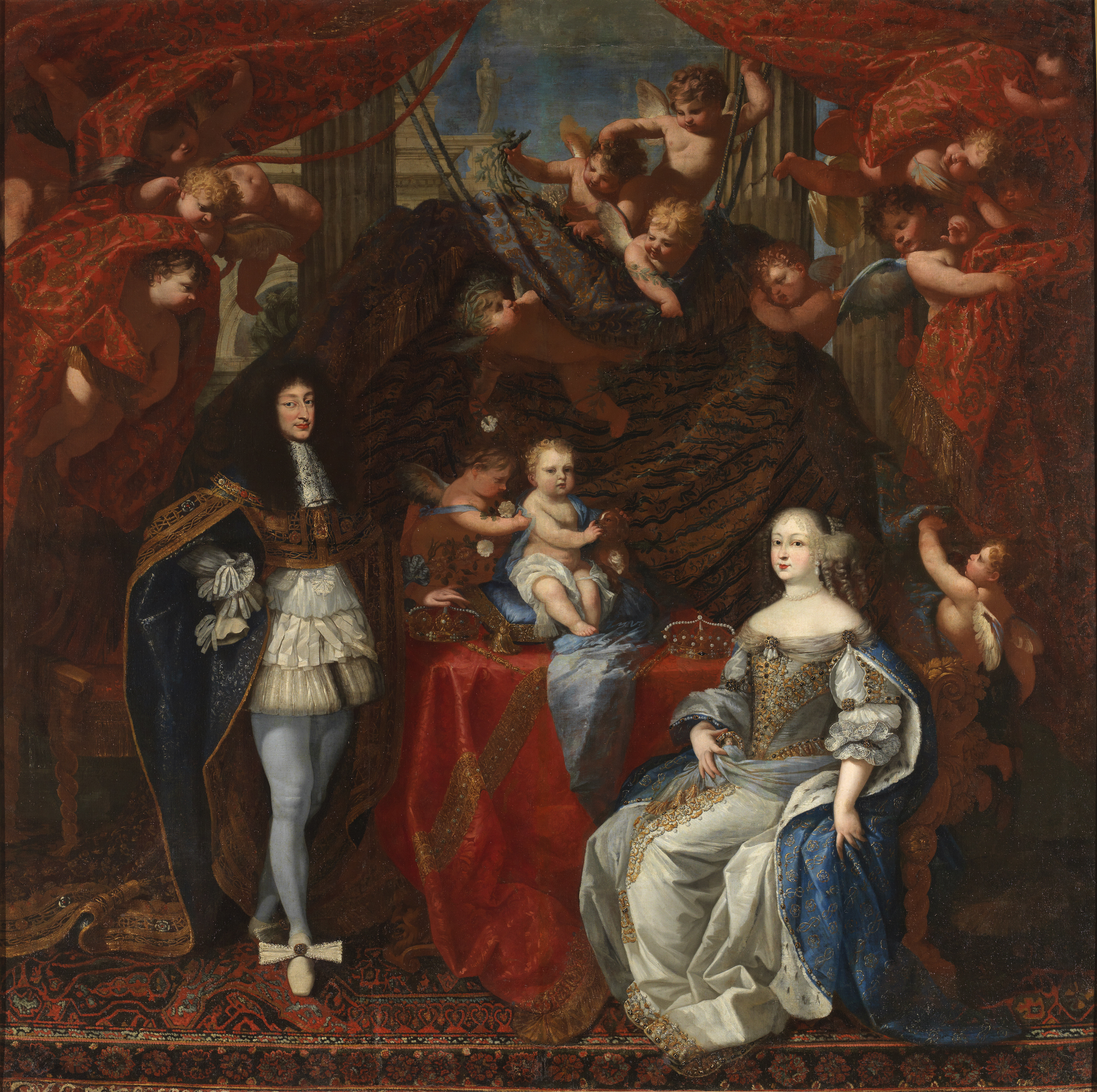
Carlo Emanuele II di Savoia e la sua famiglia, olio su tela, 299 x 300 cm, Madrid, Museo del Prado

Fu autore di dipinti con soggetti storici e di ritratti.

## Biografia
Charles era nato a Nancy, in Lorena. Nel 1640, si era impiegato presso lo studio di Simon Vouet, a Parigi. Qui lavorò con François Tortebat e Michel Dorigny; nel 1647 si sposò, sempre a Parigi. Quando Vouet morì nel 1649, il suo studio non continuò più la sua attività. Dauphin arrivò a Torino intorno al 1652, e qui lavorò per il Principe di Carignano: lavorò dunque a diverse chiese del luogo. Nella chiesa di San Carlo si trova una pala d'altare frutto della sua opera, descritto da Lanzi come una composizione.
Morì nel 1677 a Torino.